# Иида, Тёко
Тёко Иида (яп. 飯田蝶子 Иида Тё:ко, иногда имя ошибочно записывают как «Тёуко»), (15 апреля 1897, Токио — 26 декабря 1972, Токио) — актриса японского кино, снимавшаяся в фильмах выдающихся режиссёров Тэйносукэ Кинугаса, Хироси Симидзу, Хэйноскэ Госё, Микио Нарусэ, Ясудзиро Симадзу, Акиры Куросавы, Кэйскэ Киноситы, Кона Итикавы, Тадаси Имаи, но особенно была любима и ценима кинорежиссёром Ясудзиро Одзу, снявшем её в 18 своих фильмах.

## Биография
Тёко Иида родилась в старом центре Токио, в Асакусе. Её отец был правительственным чиновником Министерства связи и не особо обеспеченным. После окончания школы девушка работала клерком в самом большом универмаге Японии «Мацудзакая». Благодаря своему трудолюбию и усердию Тёко быстро продвигалась по карьерной лестнице и вскоре уже перешла на журналистскую работу. Далее устроилась в труппу кабуки «Накамура Мацугоро» (яп. 中村又五郎) с намерением делать актёрскую карьеру, но труппа распалась через шесть месяцев после кончины её руководителя.
В 1922 году Иида подаёт заявку на студию «Сётику-камата», но ей отказывают на том основании, что она недостаточно красива для актёрской профессии. Однако девушка проявила настойчивость и убедила взять её на второплановую роль, например горничной. Так она попала на студию ученицей (без заработной платы). Спустя год ей доверят роль в фильме «Умирающая жена» (яп. 死に行く妻, 1923). Вскоре зрители и критики отметят её врождённое чувство юмора и умение рассмешить, и молодая актриса начнёт всё чаше появляться на экране в комедийных ролях. А после того, как выйдет замуж за кинооператора Хидэаки Сигэхару, она сыграет главные роли во множестве фильмов.
Когда она начнёт в конце 1920-х годов сниматься у молодого тогда ещё режиссёра Ясудзиро Одзу, за её плечами уже будет послужной список ролей в более чем шестидесяти кинокартинах. Она станет одной из любимиц режиссёра, снявшись у него во множестве фильмов, пожалуй так часто у Одзу будет сниматься только лишь актёр Тисю Рю. Её роли у Одзу будут и наполненными юмором, как в комедиях «Дни юности» (1929) или в «Девушке и бороде» (1931) и глубоко драматичными, как в самой яркой её работе у мастера кинорежиссуры в киноленте «Рассказ домовладельца» (1947). Однако и здесь она внесёт комические интонации, исполнив роль старухи Отанэ (хотя актрисе будет всего только пятьдесят лет, она после этого так и будет играть старух и бабушек).
Актриса будет востребована и в работах других выдающихся японских режиссёров: Микио Нарусэ («С тобой мы в разлуке», «Еженощные сны» — оба 1933; «Весна пробуждается», 1947; «Перистые облака», 1958 и др.), Хэйноскэ Госё («Невеста разговаривает во сне», 1932; «Танцовщица из Идзу», 1933; «Бремя жизни», 1935 и др.), Тэйносукэ Кинугаса («Тюсингура: 47 ронинов», 1932), Хироси Симидзу («Нобуко», 1940; «Записки странствующей актрисы», 1941 и др.), Акира Куросава («Пьяный ангел», 1948; «Бездомный пёс», 1949), а также в фильмах Ясудзиро Симадзу, Кэйсукэ Киноситы, Кона Итикавы, Тадаси Имаи… Тёко Иида снялась за полвека работы в кино более чем в 300 кинолентах.
Тёко Иида была отмечена императорским «Орденом Культуры», вручаемым за достижения в искусстве. Актриса скончалась в 1972 году возрасте 75 лет от рака лёгких.

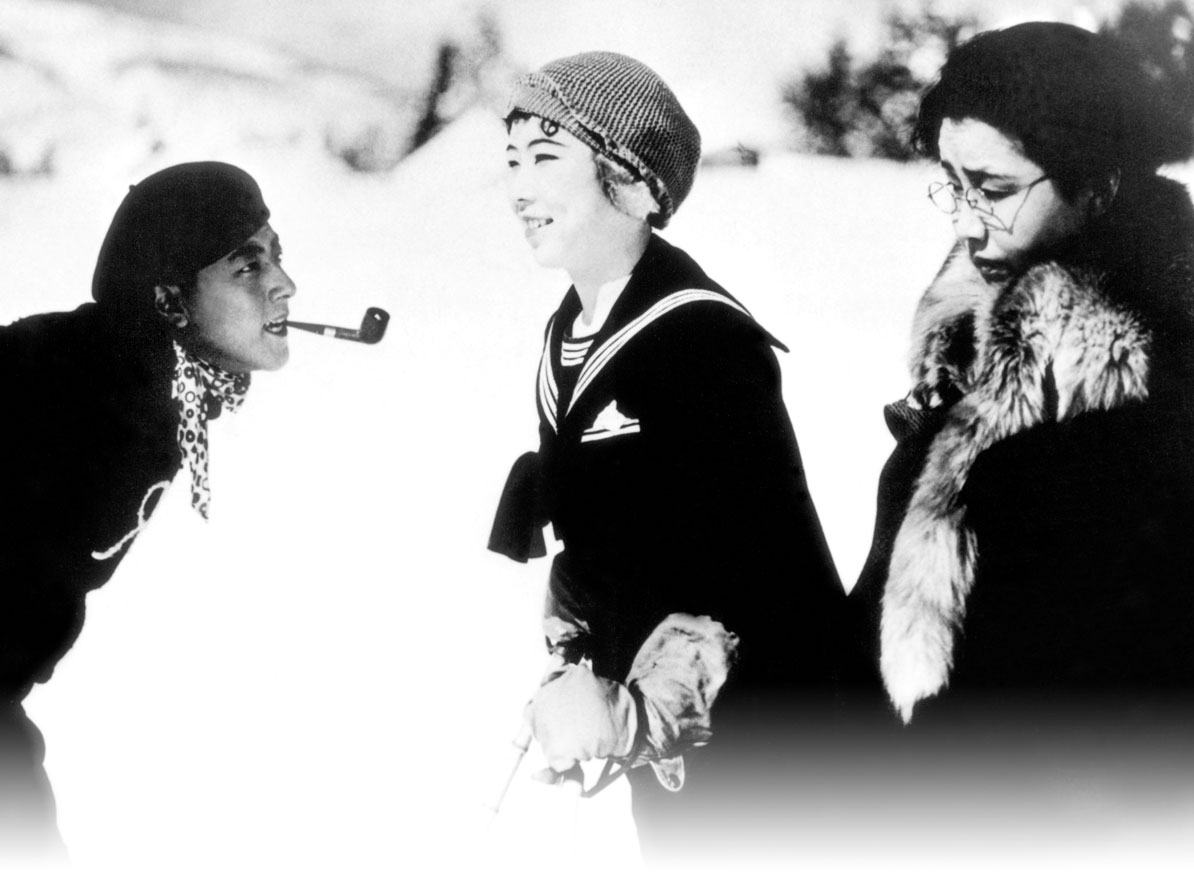
кадр из фильма Ясудзиро Одзу «Дни юности». Крайняя справа — Тёко Иида

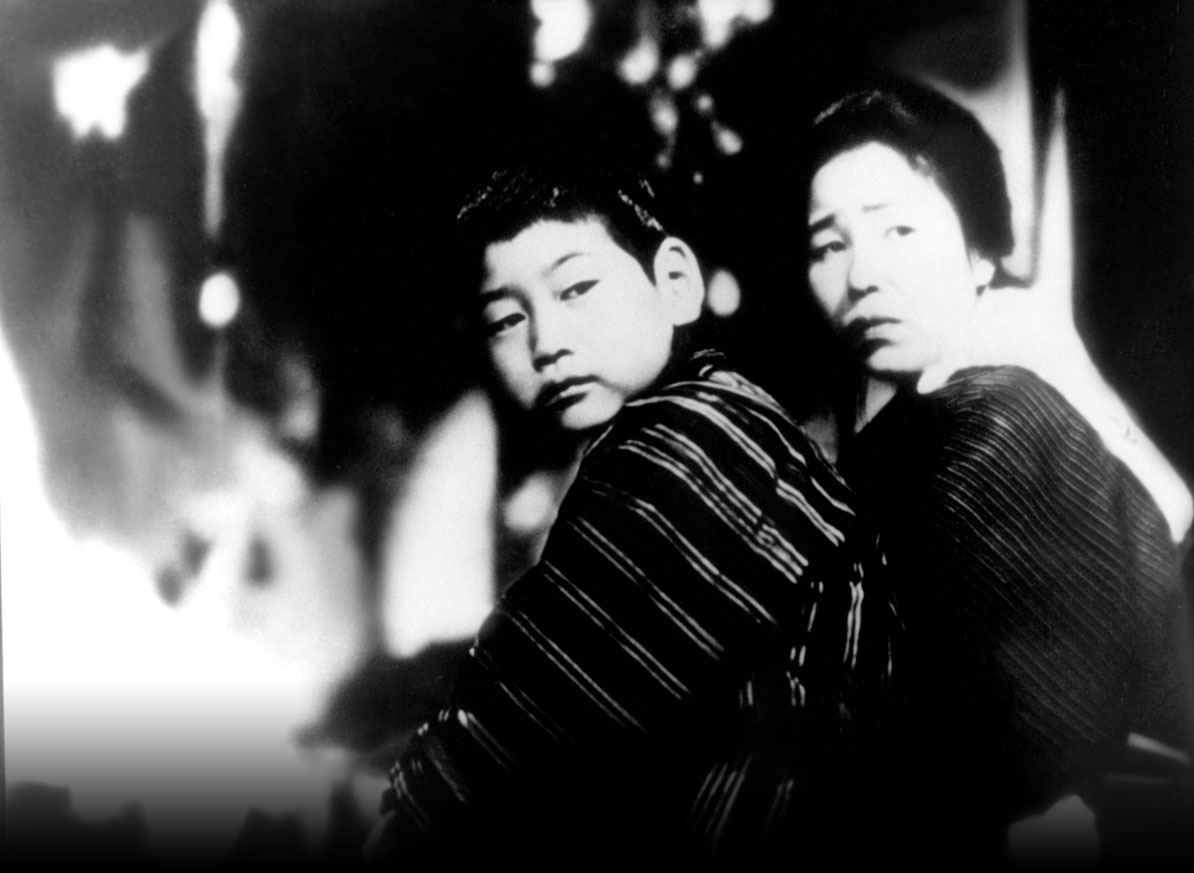
кадр из фильма Ясудзиро Одзу «Единственный сын». Справа — Тёко Иида

## Избранная фильмография
- 1928 — «Красивое тело» (яп. 肉体美 никутаби), реж. Ясудзиро Одзу — Рицуко (фильм не сохранился)
- 1929 — «Гора сокровищ» (яп. 宝の山 такара но яма), реж. Ясудзиро Одзу — гейша (фильм не сохранился)
- 1929 — «Дни юности» (яп. 学生ロマンス　若き日 гакусэй романсу; вакаки хи), реж. Ясудзиро Одзу — тётя Тиэко
- 1929 — «Университет-то я окончил...» (яп. 大学は出たけれど дайгаку ва дэтакэрэдо), реж. Ясудзиро Одзу — хозяйка (короткометражка)
- 1931 — «Девушка и борода» (яп. 淑女と髭 сюкудзё то хигэ), реж. Ясудзиро Одзу — мать Хироко
- 1931 — «Токийский хор» (яп. 東京の合唱 то:кё: но ко:расу), реж. Ясудзиро Одзу — госпожа Омура
- 1931 — «Может любовь будет с нами» (яп. 愛よ人類と共にあれ　前篇　日本篇 ай ё дзинруй то томо ни арэ; дзэмпэн; нихонхэн), реж. Ясудзиро Симадзу — госпожа в баре
- 1932 — «Манчжурский марш» (яп. 満州行進曲 мансю: ко:синкёку), реж. Ясуси Сасаки, Хироси Симидзу — медсестра
- 1932 — «Первые шаги после высадки на берег» (яп. 上陸第一歩 дзё:рику дай-иппо), реж. Ясудзиро Симадзу — хозяйка гостиницы
- 1932 — «Где же мечты юности?» (яп. 靑春の夢いまいづこ сэйсюн но юмэ имаидзуко), реж. Ясудзиро Одзу — мать Сайки
- 1932 — «До новой встречи» (яп. また逢ふ日まで мата ау хи мадэ), реж. Ясудзиро Одзу — служанка (фильм не сохранился)
- 1932 — «Тюсингура: 47 ронинов» (яп. 忠臣蔵　前篇　赤穂京の巻 тю:сингура: дзэмпэн; акахокё: но маки), реж. Тэйносукэ Кинугаса
- 1932 — «Любовь, связанная с небом» (яп. 天国に結ぶ恋 тэнгоку ни мусубу кой), реж. Хэйноскэ Госё — учительница гимнастики
- 1933 — «Невеста разговаривает во сне» (яп. 花嫁の寝言 ханаёмэ но нэгото), реж. Хэйноскэ Госё — соседка
- 1933 — «Танцовщица из Идзу: Там, где распускаются цветы любви» (яп. 恋の花咲く　伊豆の踊子 кой но хана саку; идзу но одорико), реж. Хэйноскэ Госё — гейша
- 1933 — «С тобой мы в разлуке» (яп. 君と別れて кими то вакарэтэ), реж. Микио Нарусэ — хозяйка дома гейш
- 1933 — «Еженощные сны» (яп. 夜ごとの夢 ёгото но юмэ), реж. Микио Нарусэ — хозяйка гостиницы
- 1933 — «Ласки» (яп. 愛撫 айбу), реж. Хэйноскэ Госё — хозяйка гостиницы
- 1933 — «Каприз» («Преходящий соблазн») (яп. 出来ごころ дэкигокоро), реж. Ясудзиро Одзу — Отомэ
- 1933 — «Труба и девушка» (яп. ラッパと娘 раппа то мусумэ), реж. Ясудзиро Симадзу
- 1933 — «Щекой к щеке» (яп. 頬を寄すれば хохо о ёсурэба), реж. Ясудзиро Симадзу — хозяйка в швейной мастерской
- 1934 — «Родословная женщины» (яп. 婦系図 онна кэйдзу), реж. Хотэи Номура — Огэн, хозяйка
- 1934 — «Маму нужно любить» (яп. 母を恋はずや хаха о ковадзуя), реж. Ясудзиро Одзу
- 1934 — «Соседка Яэ-тян» (яп. 隣の八重ちゃん тонари но яэ-тян), реж. Ясудзиро Симадзу — Хамако
- 1934 — «История о плывущих водорослях» (яп. 浮草物語 укикуса-моногатари), реж. Ясудзиро Одзу — Оцунэ
- 1935 — «Невинная девушка» (яп. 箱入娘 хакоири мусумэ), реж. Ясудзиро Одзу — Оцунэ (фильм не сохранился)
- 1935 — «Токийская ночлежка» (яп. 東京の宿 то:кё: но ядо), реж. Ясудзиро Одзу — Оцунэ
- 1935 — «Окото и Сасукэ» (яп. 春琴抄　お琴と佐助 сюнкинсё: окото то сасукэ), реж. Ясудзиро Симадзу — Окими
- 1935 — «Бремя жизни» (яп. 人生のお荷物 дзэнсэй но онимоцу), реж. Хэйноскэ Госё — Оканэ
- 1936 — «Колледж — хорошее место» (яп. 大学よいとこ дайгаку ёикото), реж. Ясудзиро Одзу — жена хозяина (фильм не сохранился)
- 1936 — «Женщина ночи» (яп. 朧夜の女 обороё но онна), реж. Хэйноскэ Госё — Отоку, мать Сэйити
- 1936 — «Мужчина для женщины» (яп. 男性対女性 дзансэй таи дзёсэй), реж. Ясудзиру Симадзу
- 1936 — «Единственный сын» (яп. ひとり息子 хитори мусуко), реж. Ясудзиро Одзу — Цунэ Нономия (О-Цунэ)
- 1936 — «Домохозяйка с камелиями» (яп. 人妻椿 хитодзума цубаки), реж. Хиромаса Номура
- 1937 — «Луна над руинами» (яп. 荒城の月 ко:дзё: но цуки), реж. Кейсукэ Сасаки
- 1937 — «Мечта матери» (яп. 母の夢 хаха-но юмэ), реж. Ясуси Сасаки
- 1937 — «Что забыла дама?» (яп. 淑女は何を忘れたか сюкудзё ва нани о васурэта ка), реж. Ясудзиро Одзу — Тиоко Сугияма
- 1937 — «Тройная помолвка» (яп. 婚約三羽烏 коняку самбагарасу), реж. Ясудзиро Симадзу — женщина в табачной лавке
- 1940 — «Нобуко» (яп. 信子), реж. Хироси Симидзу — Окэй
- 1941 — «Памятная песня» (яп. 歌女おぼえ書 утадзо обоэгаки), реж. Хироси Симидзу — хозяйка
- 1941 — «Братья и сёстры семьи Тода» (яп. 戸田家の兄妹 тодакэ но кё:дай), реж. Ясудзиро Одзу — Киё
- 1941 — «Цветок» (яп. 花 хана), реж. Кодзабуро Ёсимура
- 1941 — «Записки странствующей актрисы» (яп. 女医の記録 дзёи но кироку), реж. Хироси Симидзу — Оцунэ
- 1944 — «Тонет непотопляемый линкор» (яп. 不沈艦撃沈 футинкан гэкитин), реж. Масахиро Макино
- 1944 — «Улица ликования» (яп. 歓呼の町 канко но мати), реж. Кэйсукэ Киносита
- 1945 — «Девушки из Идзу» (яп. 伊豆の娘たち идзу но мусумэтати), реж. Хэйноскэ Госё — Сигэ
- 1947 — «Рассказ домовладельца» (яп. 長屋紳士録 нагая синсироку), реж. Ясудзиро Одзу — Отанэ
- 1947 — «Весна пробуждается» (яп. 春のめざめ хару но мэдзамэ), реж. Микио Нарусэ — Тама Такэмура
- 1948 — «Пьяный ангел» (яп. 酔いどれ天使 ёидорэ тэнси), реж. Акира Куросава — старая служанка
- 1948 — «Призрак умер на рассвете» (яп. 幽霊暁に死す ю:рэй акацуки ни сису), реж. Масахиро Макино — Юко Корияма
- 1949 — «Весенний флирт» (яп. 春の戯れ хару но тавамурэ), реж. Кадзиро Ямамото
- 1949 — «Призрак Ёцуи. Часть I» (яп. 四谷怪談　前篇 ёцуя кайдан; дзэмпэй), реж. Кэйсукэ Киносита — мать Кохэя
- 1949 — «Призрак Ёцуи. Часть II» (яп. 四谷怪談　後篇 ёцуя каудан; ко:хэй), реж. Кэйсукэ Киносита — мать Кохэя
- 1949 — «Бездомный пёс» (яп. 野良犬 нора ину), реж. Акира Куросава — менеджер отеля Когэцу
- 1950 — «Сансиро из Гиндзы» (яп. 銀座三四郎 гиндза сансиро:), реж. Кон Итикава
- 1951 — «Эрико вместе с...» (фильм в двух частях) (яп. えりことともに эрико то томони), реж. Сиро Тоёда — Симэно
- 1951 — «И всё-таки мы живём!» (яп. どっこい生きてる доккой икитэру), реж. Тадаси Имаи — старуха Акияма
- 1951 — «Кто знает женское сердце» (яп. 女ごころ誰が知る оннаговоро дарэ га сиру), реж. Кадзиро Ямамото — мать Сайки
- 1952 — «Развод» (яп. 離婚 рикон), реж. Масахиро Макино — Кикуё
- 1952 — «Буря в горах Хаконэ» (яп. 箱根風雲録 хаконэ фуунроку), реж. Сацуо Ямамото — Тора
- 1952 — «Невестка» (яп. 息子の花嫁 мусуко но ханаёмэ), реж. Сэйдзи Маруяма — Кацу
- 1952 — «Любовники из Токио» (яп. 東京の恋人 то:кё: но койбито), реж. Ясуки Тиба — Мацуо
- 1953 — «Дикий гусь» (яп. 雁 ган), реж. Сиро Тоёда — Осан, сваха
- 1954 — «Долина любви и смерти» (яп. 愛と死の谷間 ай то си но танима), реж. Хэйноскэ Госё
- 1954 — «Канава» (яп. どぶ добу), реж. Канэто Синдо
- 1955 — «Мирная жизнь. Часть I» (яп. 天下泰平 тэнка тайхэй), реж. Тосио Сугиэ
- 1955 — «Дневник полицейского» (яп. 警察日記 кэйсацу никки), реж. Сэйдзи Хисамацу
- 1955 — «Поцелуй» (яп. くちづけ кутидзукэ), реж. Микио Нарусэ — Ясоко, мать (2-я новелла)
- 1955 — «Груди навсегда» (яп. 乳房よ永遠なれ тибуса ё эйэн нарэ), реж. Кинуё Танака — Хидэ
- 1956 — «Мрак среди дня» (яп. 真昼の暗黒 махиру но анкоку), реж. Тадаси Имаи — Цуна Уэмура[комм. 1]
- 1956 — «История призрака Ёцуя» (яп. 四谷怪談 Ёцуя кайдан), реж. Масаки Мори — мать Маки
- 1956 — «Описание волнения после тайфуна» (яп. 台風騒動記 тайфу: со:до:ки), реж. Сацуо Ямамото — старуха
- 1957 — «Жёлтая ворона» (яп. 黄色いからす киирой карасу), реж. Хэйноскэ Госё — бабушка
- 1957 — «Сводные братья» (яп. 異母兄弟 ибокё:дай), реж. Миёдзи Иэки — Масу
- 1957 — «Осаждённая тюрьма» (яп. どたんば дотамба), реж. Тому Утида
- 1958 — «Мост для нас двоих» (яп. 二人だけの橋 футари дакэ но хаси), реж. Сэйдзи Маруяма — Кику Исида
- 1958 — «Жизнь Мухомацу» (яп. 無法松の一生 мухо:мацу но иссин), реж. Хироси Инагаки — Отора, хозяйка[комм. 2]
- 1958 — «Перистые облака» (яп. 鰯雲 ивасигума), реж. Микио Нарусэ — Хидэй
- 1958 — «Обнажённое солнце» (яп. 裸の太陽 хадака-но тайё), реж. Миёдзи Иэки — Инэ
- 1959 — «Эхо вас зовёт» (яп. こだまは呼んでいる кодама ва ёндэиру), реж. Исиро Хонда
- 1959 — «Енот и лиса» (яп. 狐と狸 кицунэ то тануки), реж. Ясуки Тиба
- 1961 — «Как жена, как женщина» (яп. 妻として女として цума то ситэ онна то ситэ), реж. Микио Нарусэ — бабушка
- 1962 — «Записки странницы» (яп. 放浪記 хо:ро:ки), реж. Микио Нарусэ
- 1963 — «Сияющее море» (яп. 光る海 хикару уми), реж. Ко Накахира — Кикуко Хасэкура
- 1965 — «Гений дзюдо» (яп. 姿三四郎 сугата сансиро:), реж. Кэйсукэ Киносита — старушка[комм. 3]
- 1967 — «Это началось в Альпах» (яп. 南太平洋の若大将 минами тайхэйё но вакадайсё:), реж. Кинго Фурусава — Танума Рики[комм. 4]

## Комментарии
1. ↑  В советском прокате фильм демонстрировался с 1957 года — опубликовано: журнал «Советский экран» № 13/1957.
2. ↑  В советском прокате фильм демонстрировался с 1960 года под названием «Человек-рикша», р/у Госкино СССР № 1255/59 (до 19 ноября 1964 года) — опубликовано: «Аннотированный каталог фильмов действующего фонда: Художественные фильмы», М.: «Искусство»-1963, С. 361.
3. ↑  В советском прокате фильм демонстрировался с января 1967 года, р/у Госкино СССР № 2243/66 (до 1 октября 1973 года) — опубликовано: «Каталог фильмов действующего фонда. Часть III: Зарубежные художественные фильмы», изд. «Искусство», М.-1968, стр. 29-30.
4. ↑  В советском прокате фильм демонстрировался с августа 1976 года, р/у Госкино СССР № 2277/75 (до 26 сентября 1982 года) — опубликовано: «Аннотированный каталог фильмов действующего фонда: Зарубежные художественные фильмы», В/О «Союзинформкино» Гл. упр. кинофикации и кинопроката Госкино СССР, М.-1980, С. 259.